# Coniolo
Coniolo (Conieu in piemontese) è un comune italiano di 422 abitanti della provincia di Alessandria, in Piemonte, situato ad una distanza di circa 7 chilometri ad ovest di Casale Monferrato.
La collina di Coniolo è citata espressamente nelle riflessioni contenute nel libro Il mestiere di vivere di Cesare Pavese alla data del 3 agosto 1946.

## Società

### Evoluzione demografica
Negli ultimi cento anni a partire dal 1921 la popolazione residente è dimezzata.
Abitanti censiti

## Cultura

### Museo Etnografico delle Miniere
Il Museo Etnografico delle Miniere “Coniolo Il paese che visse due volte”, sito nel palazzo Municipale di Coniolo, racconta l'epopea delle miniere di marna da cemento, iniziata nella seconda metà del XIX secolo e proseguita per circa cento anni, lasciando sul territorio segni forti e ancora leggibili che raccontano una storia che appartiene alle generazioni attuali e future.
La storia del paese fu segnata da una scriteriata coltivazione delle marne a grande profondità sotto l’antico abitato di Coniolo Basso. Le prime lesioni agli edifici comparvero nel 1905 e il fenomeno continuò fino al 1922: ottantaquattro case, la chiesa ed il castello, furono persi per sempre. Gli abitanti non si demoralizzarono, smontarono le vecchie abitazioni e le ricostruirono nel sito dell'attuale centro abitato di Coniolo Bricco. Per questo il museo è intitolato “Coniolo, il paese che visse due volte”.
Il Museo riproduce al suo interno un tratto di miniera di marna da cemento fedelmente ricostruito anche nei rumori e il lavoro svolto da uomini, donne e bambini che, da nove a tredici anni, potevano già diventare minatori. Sono musealizzati i plastici dell'antico abitato di Coniolo, il dettaglio delle miniere, gli attrezzi impiegati e i mezzi di trasporto in galleria, su terra, per aria e sul fiume Po. La raccolta è suddivisa in sezioni tematiche, in cui sono collocati oggetti autentici e fotografie d’epoca:
- l'attività estrattiva a cielo aperto dall’epoca romana fino al 1884;
- I primi attrezzi utilizzati, che derivavano da altri mestieri localmente diffusi;
- l'avvio delle coltivazioni minerarie in profondità, in seguito al ripristino del trasporto fluviale sul fiume Po (1884) e all'insediamento delle cementerie presso la stazione ferroviaria di Morano sul Po (1887);
- lo sviluppo dell’area mineraria “Palazzina Molino Zerbi”, con circa 40 Km di gallerie scavate nella collina;
- l'evoluzione dell'attività estrattiva;
- le attività collegate all'indotto minerario industriale;
- il lavoro femminile e minorile: secondo la legge dell'epoca i bambini da 9 a 13 anni potevano lavorare in miniera, purché in buona salute.

## Amministrazione
Di seguito è presentata una tabella relativa alle amministrazioni che si sono succedute in questo comune.
| Periodo        | Periodo        | Primo cittadino    | Partito              | Carica  | Note  |
| -------------- | -------------- | ------------------ | -------------------- | ------- | ----- |
| 13 giugno 1985 | 27 maggio 1990 | Riccardo Triglia   | Democrazia Cristiana | Sindaco | [ 9 ] |
| 27 maggio 1990 | 24 aprile 1995 | Riccardo Triglia   | Democrazia Cristiana | Sindaco | [ 9 ] |
| 24 aprile 1995 | 14 giugno 1999 | Riccardo Triglia   | Centro               | Sindaco | [ 9 ] |
| 14 giugno 1999 | 14 giugno 2004 | Riccardo Triglia   | Lista civica         | Sindaco | [ 9 ] |
| 14 giugno 2004 | 8 giugno 2009  | Giovanni Spinoglio | Lista civica         | Sindaco | [ 9 ] |
| 8 giugno 2009  | 26 maggio 2014 | Giovanni Spinoglio | Per Coniolo          | Sindaco | [ 9 ] |
| 26 maggio 2014 | 27 maggio 2019 | Enzo Amich         | Insieme per Coniolo  | Sindaco | [ 9 ] |
| 27 maggio 2019 | 9 giugno 2024  | Arles Garelli      | Lista civica         | Sindaco | [ 9 ] |
| 9 giugno 2024  | in carica      | Arles Garelli      | Lista civica         | Sindaco | [ 9 ] |